# دونالد بيل
دونالد بيل هو مغني أوبرا ومغني كندي، ولد في 19 يونيو 1934.

## وصلات خارجية
- دونالد بيل على موقع IMDb (الإنجليزية)
- دونالد بيل على موقع ميوزك برينز (الإنجليزية)
- دونالد بيل على موقع ميوزك برينز (الإنجليزية)
- دونالد بيل على موقع ديسكوغز (الإنجليزية)
- دونالد بيل على موقع قاعدة بيانات الفيلم (الإنجليزية)